# Chi Săng mây
Chi Săng mây (danh pháp: Antheroporum) là một chi thực vật có hoa thuộc họ Fabaceae. Nó thuộc phân họ Faboideae.

## Các loài
- Antheroporum banaense P.K.Lôc & J.E.Vidal
- Antheroporum glaucum Z.Wei
- Antheroporum harmandii Gagnep.
- Antheroporum pierrei Gagnep.